# Marwach
Marwach ist eine Ortschaft der Marktgemeinde Ried in der Riedmark in Oberösterreich.
Die Rotte Marwach liegt nordöstlich von Ried und westlich der Mauthausener Straße in der Riedmark. Sie besteht im Norden aus mehreren bäuerlichen Anwesen und im Süden aus einem neu angelegten, aus gediegenen Einfamilienhäusern bestehenden Ortsteil. Marwach ist in die Pfarre Ried eingepfarrt.

## Geschichte
Marwach wurde im Jahr 1209 erstmals urkundlich erwähnt, als Herzog Leopold VI. dem Stift Baumgartenberg die Eigentumsrechte an der Kirche und an zwei Höfen zu Marwach bestätigt, die Dietmar von Aist dem Stift übergeben hatte. Bei einem der Hussiteneinfälle ins Mühlviertel wurde zwischen 1424 und 1432 auch Marwach verwüstet.
Die kleine Kirche in Marwach wurde unter Kaiser Joseph II. Anfang 1788 geschlossen, am 19. April 1788 versteigert und bald danach abgerissen.